# Ruymán Hernández
Ruymán Jesús Hernández Perera (Arucas, Las Palmas, Canàries, 15 d'octubre de 1986), conegut com a Ruymán, és un futbolista espanyol que juga com a lateral esquerre, encara que també ho pot fer com a central. La temporada 2014-15 jugava en la UE Llagostera de la segona divisió espanyola.

## Trajectòria
Ruymán es va formar al planter de la UD Las Palmas. La temporada 2005-2006 va realitzar la pretemporada va ser al Raqui San Isidro en qualitat de cedit. En 2006-2007 va tornar a la Unió Esportiva Las Palmas entrenant amb el primer equip i jugant amb l'equip filial. En 2007-2008 va tornar a ser cedit aquesta vegada la Unió Esportiva Vila de Santa Brígida fins al mes de desembre quan va ser novament rescatat pel seu club per al primer equip. En el 2008 va seguir en el primer equip alternant amb el filial en Segona B, i en la següent temporada, la 2009-2010, va sofrir una altra cessió a un club de segona B, la Unió Esportiva Vecindario.
En la pretemporada de 2010-2011, Ruyman va renovar el seu contracte amb el club per integrar-se definitivament en el primer equip. Després de dues temporades jugant en segona divisió, en acabar aquest contracte no ho renova, deixant el club canari para, el 17 d'agost de 2012, incorporar-se al Real Racing Club de Santander, també en segona. Al mercat hivernal de 2013 abandona el club càntabre per fitxar pel Recreativo de Huelva.